# 표

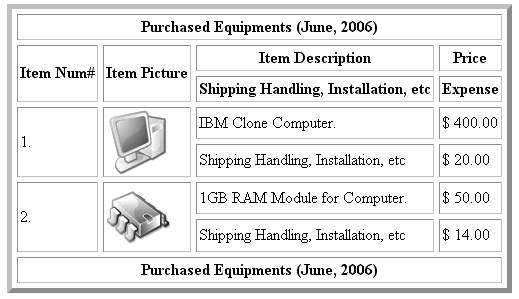
HTML 형태로 만들어 웹 브라우저에서 보이는 표의 한 예.

표(表) 또는 테이블(table)은 시각적 의사소통과 자료의 정렬 양식이다. 표의 사용은 모든 종류의 의사소통과 연구, 자료 분석에 널리 쓰이고 있다. 표는 인쇄 매체, 필기 노트, 컴퓨터 소프트웨어, 건축 장식, 교통 신호 등 많은 영역에서 찾아볼 수 있다. 표를 설명하기 위한 정밀한 용어와 관례는 맥락에 따라서 달리진다. 더욱이, 각각의 표들은 다양함과 구조, 유연성, 표기형태, 표현 형태, 용도 면에서 명확하게 다르다.
책과 기술 문건에서 표는 보통 본문과 떨어진 채로 번호를 붙여서 보여 준다. 이때 설명이 추가적으로 달리는 것이 일반적이다.

## 기본 설명
대다수의 기본적인 형태의 표에 대한 매우 간략하게 설명하자면, 표는 정연하게 정렬된 열과 행으로 구성된다고 할 수 있다. 다음은 표에 대한 일반적인 설명이다.
- 행(가로 방향)이라는 명칭에는 여러 유의어가 있다. (예를 들면, 데이터베이스의 레코드, 튜플, n-튜플, 벡터);
- 열(세로 방향)이라는 명칭에도 여러 유의어가 있다. (예를 들면, 데이터베이스의 필드, 매개 변수, 속성)
- 열은 보통 이름을 정의하는 데 사용한다.
- 열 이름은 단어, 문구, 또는 숫자로 된 색인이 될 수 있다.
- 행과 열의 교차점은 칸 또는 셀 이라고 한다.

표의 구성 요소들은 많은 방법을 통해서 개체 형태로 묶거나 분리하거나 정렬할 수 있으며, 그뿐아니라 재귀적으로 다시 구성할 수도 있다. 추가적으로, 표는 메타데이터나 주석, 헤더, 페이지 푸터 등의 보조적인 특징을 포함할 수도 있다.

### 간단한 표
다음은 세 개의 열과 여섯 개의 행으로 구성된 간단한 표를 보여 준다. 첫 행은 따로 세지 않는데, 왜냐하면 이것은 열 이름을 보여주는 데에만 사용되기 때문이다. 이러한 행은 보통 "머리글 행" 이라고 불린다.
연령표:
| 성 | 이름 | 나이 |
| -- | ---- | ---- |
| 이 | 정윤 | 27   |
| 김 | 가영 | 20   |
| 김 | 민주 | 11   |
| 김 | 세연 | 28   |
| 이 | 다영 | 13   |
| 이 | 혜진 | 31   |

### 다차원 표
차원의 개념 또한 표에 관한 기본적인 용어이다. 아무리 '간단한' 표라 하더라도 자료값들을 정렬된 계층 구조로 정리하는 정규화 과정을 거치면서 '다차원' 표로 나타낼 수 있다. 이러한 표의 좋은 예시는 아래의 구구단 표를 꼽을 수 있다.
구구단 표:
| * | 1 | 2 | 3 |
| - | - | - | - |
| 1 | 1 | 2 | 3 |
| 2 | 2 | 4 | 6 |
| 3 | 3 | 6 | 9 |

참고로, 위의 예시와 같은 2차원 표와 같은 다차원 표는 유일한 값을 붙이는 좌표나 기본 머리글(마진)의 조합을 통해 만들어진다. 이것은 일대일 대응을 이룬다. 다시 말해 각각의 행과 열의 조합으로 이루어지는 값은 표 안에서 고유한 값이다. 즉;
-1열 1행은 값 1에만 대응된다.
-1열 2행은 값 2에만 대응된다.
아래와 같은 '연령표'의 변환을 살펴 보면 어떠한 과정을 거쳐 '간단한 표'가 다차원 표로 변환될 수 있는지를 이해할 수 있다.
수정된 연령표 (이름만 있음):
| +  | 1      | 2      | 3      |
| -- | ------ | ------ | ------ |
| 김 | 김세연 | 김민주 | 김가영 |
| 이 | 이다영 | 이혜진 | 이정윤 |

이 표는 구조적으로는 위의 구구단 표와 같지만, 연산자로 곱셈 기호(*) 대신 두 문자열의 연결 기호(+)를 사용하였다. 또한 정수 피연산자 대신 그냥 성을 사용하였다.

## 이해의 용이성
의사소통 도구로서의 표는 수 없이 많은 사회적, 과학적 맥락을 통해 정보의 일반화를 가능케 해 준다. 표는 다른 방식을 사용하여 표현할 경우 쉽사리 이해하기 힘들 정보 또한 무리 없이 전달할 수 있다.
예를 들어 보자. 다음 그림은 하나의 정보를 두 가지 방법으로 표현한 것이다. 왼쪽은 예시값이 지정된 NFPA 704(일명 '파이어 다이아몬드')기준안이다. 한편 오른쪽은 같은 정보를 추가적인 정보와 함께 간단한 표로 표현한 것이다. 두 표현은 본질적으로 같은 정보를 전달하고 있지만, 표 형식의 표현이 NFPA 704 기준안을 모르는 사람에게도 이해가 쉽다. 물론, 표 형식으로 표현하는 것이 모든 상황에 꼭 맞는 것은 아니다. 이를테면, 공간의 제약이 있을 경우나 안전상 적합하지 않을 때에는 표보다 다른 방식으로 표현하는 것이 더 나을 수도 있다.
| 2 3 1 |

| 이 용기에 들어 있는 유해 물질의 위험 수준 | 이 용기에 들어 있는 유해 물질의 위험 수준 | 이 용기에 들어 있는 유해 물질의 위험 수준 | 이 용기에 들어 있는 유해 물질의 위험 수준 |
| 유해성                                    | 인화성                                    | 반응성                                    | 기 타                                     |
| ----------------------------------------- | ----------------------------------------- | ----------------------------------------- | ----------------------------------------- |
| 수준 3                                    | 수준 2                                    | 수준 1                                    |                                           |

## 특정한 표의 활용
다음은 관습적으로 또는 공식적으로 종종 사용되는 특정한 표들이다.

### 출판
- 상호 참조 (목차)

### 수학
- 산수 (구구단 표)
- 논리 (진리표)

### 자연 과학
- 화학 (주기율표)
- 해양학 (조석표)

### 정보 기술 분야

#### 컴퓨터 프로그래밍
컴퓨터 분야에서 데이터 테이블은 다양한 형태로 매우 광범위하게 사용되며, 각각의 형태는 뚜렷한 자료 구조나 양식을 가지고 있다. 이 분야에서 표는 메모이제이션 기법을 통해 소프트웨어를 제어하고 하드웨어의 부하를 줄이는 데 종종 사용된다.
다음과 같은 표들이 여기에 포함된다;
- n-차원 배열
- 기호표
- 아이노드 표
- 해시 테이블
- 컴마로 구분된 값(CSV)와 같은 파일 형식들.

#### 응용 프로그램
현대적인 응용 프로그램들은 다양한 방법을 통해 사용자가 표와 표 형식으로 만든 자료를 만들고, 배열하고, 편집할 수 있게 해 준다. 다음과 같은 프로그램들이 여기에 포함된다.
- 워드프로세서
- 스프레드시트

## 탁자와의 연관성
영어로 표는 테이블(table)이라고 하는데, 이는 탁자를 뜻하는 영어 단어 테이블(table)과 역사적 관련이 있다. 중세 시대의 회계 사무소에서 탁자는 체크 무늬 옷감으로 덮여 있었는데, 그 이유는 각각의 칸 위에 주화 더미를 쌓아 올려 놓기 위해서였다. 수도원에 채무를 지고 있는 영국 기관을 가리키는 고풍스러운 용어인 재무성(exchequer)의 어원을 생각한다면, 체크 무늬와 회계와의 관련성을 쉽게 이해할 수 있을 것이다. 어쨌든 이렇게, 주화 더미를 놓을 수 있는 체크무늬(checkerboard) 테이블이 시간이 흘러 표의 어원이 되었다.

## 같이 보기
- 추상적 자료형
- 배열
- 로우 (데이터베이스)
- 인포그래픽
- 주기율표
- 행 (데이터베이스)
- 테이블 (데이터베이스)
- 텐서
- 독립 변수
- 종속 변수